# 格雷格·巴克纳
格雷戈里·德拉耶尔·巴克纳（英語：Gregory Derayle Buckner，1976年9月16日—），美国前职业篮球运动员。他在1998年的NBA选秀中第2轮第53顺位被达拉斯小牛选中。目前为密爾沃基雄鹿队助理教练。